# Brouwerij Het Lam

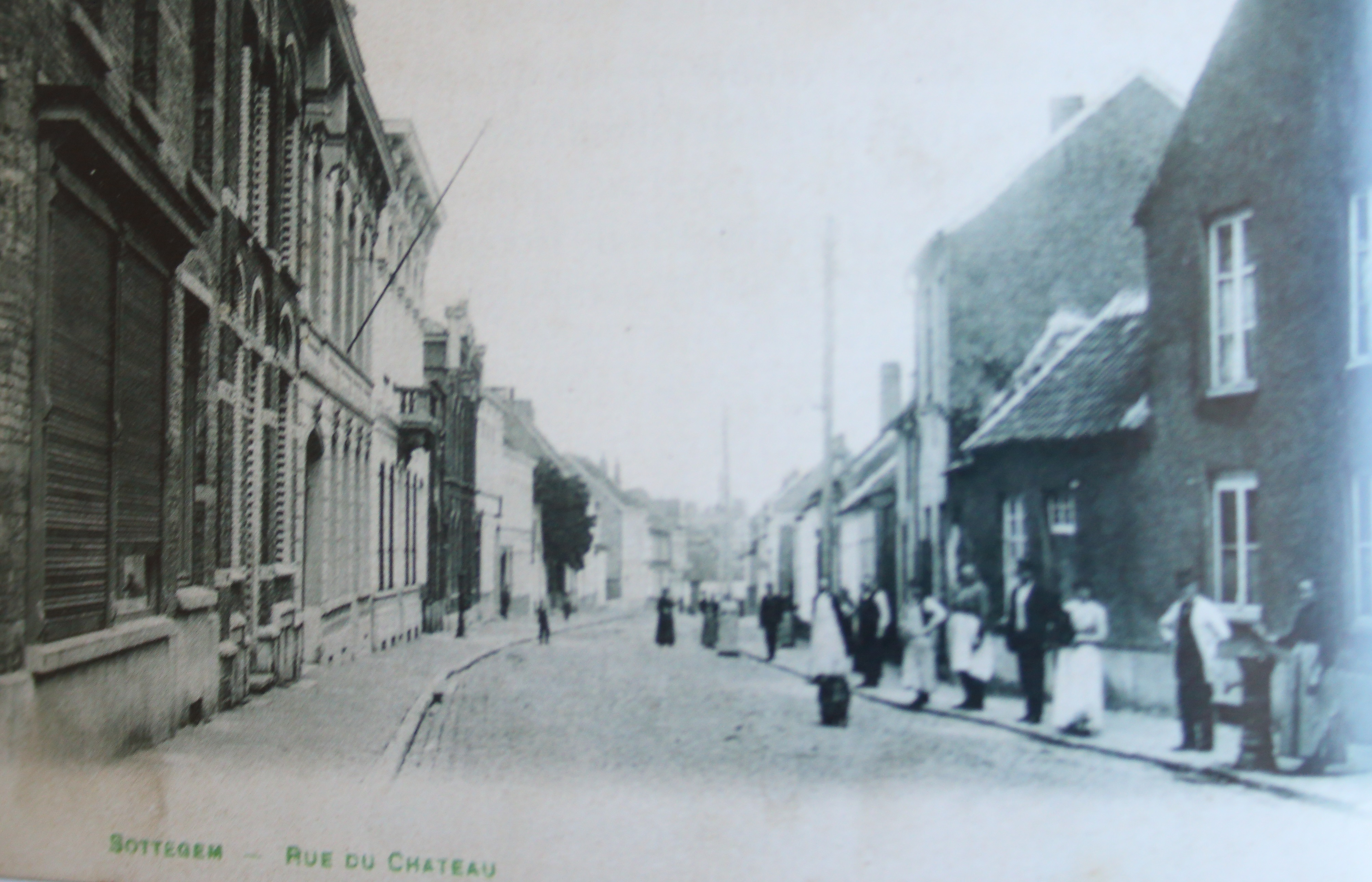
Rechts de schoorsteen van brouwerij Van der Vennet

Brouwerij Het Lam is een voormalige brouwerij te Zottegem deze was actief van 1864 tot 1940.

## Geschiedenis
Brouwerij Velge werd gestart door Gustaaf Velge op 17 februari 1864 in de Kasteelstraat.  In 1876 werd deze verbouwd en in 1876 werd een stoommachine geplaatst door de firma D'Haenens-Gonthier te Gent.
In 1890 werd de brouwerij overgenomen door de heer De Jaegere om in 1906 door Jules Van der Vennet opgevolgd te worden. Brouwerij Van der Vennet werd uitgebreid met eigen cafés in de regio. 
Toen Maurice Van der Vennet brouwer was kwam ook de naam "Het Lam". Met het populaire bruin bier "Roxi" werd de brouwerij in de jaren dertig de grootste Zottegemse brouwerij. de brouwactiviteiten werden stil gelegd door de Tweede Wereldoorlog. Daarna werd een van de brouwketels opgekocht door Brouwerij Crombé.

## Bieren[3]
- Chadeston
- Extra de Sottegem
- Roxi
- Speciaal